# 非绝热耦合
非绝热耦合（nonadiabatic coupling）又称电子振动耦合（vibronic coupling）或导数耦合（derivative coupling），是一个描述分子体系中电子与原子核间运动耦合作用的物理量  。
在量子力学中，根据波恩-奥本海默近似，电子在一个指定的量子态上运动，因而在各能级上的概率分布恒定不变，这种过程称为电子绝热过程。然而，电子的不同运动状态会被原子核的运动所耦合，而这一偶合就因而被称为电子-振动耦合。在这种耦合会诱导下，体系不再严格遵守波恩-奥本海默近似，而可以从一个电子态转化为另一电子态，这样的过程称为电子非绝热过程，而该耦合也因而又被称为非绝热耦合。非绝热耦合的数学形式具有电子态关于原子核运动的导数的形式，因而有时又被称为导数耦合。
非绝热耦合对于理解和研究非绝热过程具有至关重要的意义。非绝热耦合项在动力学方程中来源于原子核动能项，而同时出现在分母上的原子核质量项使得这一耦合作用一般可以忽略，而波恩-奥本海默近似大部分时候是成立的。然而，在势能面之间的圆锥交叉点附近，非绝热耦合的绝对值趋于无穷大，它的作用不再可以被忽略 。

## 数学形式
非绝热耦合的数学形式是原子核坐标导数算符在电子波函数表象中的矩阵元。
{\displaystyle \mathbf {f} _{k'k}\equiv \langle \,\chi _{k'}(\mathbf {r} ;\mathbf {R} )\,|\,{\hat {\nabla }}_{\mathbf {R} }\chi _{k}(\mathbf {r} ;\mathbf {R} )\rangle _{(\mathbf {r} )}}

## 意义

### 非绝热过程
非绝热耦合最重要的物理意义是介导了不同电子态间的转换，使得非绝热过程得以发生。尤其在势能面交叉点附近，耦合趋于无穷大。依赖非绝热耦合才得以发生的重要的物理过程包括光合作用、视黄醛的光电转换、大气中臭氧的形成、臭氧层的紫外吸收、甲烷的间接温室效应、爆炸物的点燃过程等。

### 贝瑞相位
非绝热耦合的循环积分可以用来计算贝瑞相位。这一相位是势能面交叉点的奇异性与高斯-博内定理的结果。即使在绝热过程中，贝瑞相位仍有一定的动力学效应，可以观测到振动光谱中能级的下移。